# Зухомім
Зухомім (лат. Suchomimus — «мімік крокодила») — рід хижих динозаврів родини спінозавридів, які жили від 125 до 112 мільйонів років тому на території сучасного Нігеру, Західна Африка, в період від аптського до раннього альбського ярусів ранньої Крейди. Він був названий і описаний палеонтологом Полом Серено та його колегами в 1998 році на основі часткового скелета з формації Ельрхаз. Довгий і пологий череп, схожий на крокодилячий, дав йому родову назву, тоді як видова назва Suchomimus tenerensis вказує на місце знахідки його перших решток — пустелю Тенере.

## Опис
Зухомім був відносно великим тероподом, що сягав 9,5—11 метрів у довжину і важив, за деякими розрахунками, 2,5—3,8 тонни. Однак вік голотипного зразка не був визначений, тому неясно, чи була ця оцінка розміру максимальною. Вузький череп зухоміма сидів на короткій шиї, а передні кінцівки мали потужну будову, з гігантським кігтем на кожному великому пальці. Уздовж середньої лінії спини тварини проходило низьке спинне вітрило, що складалось з відносно коротких хребців. Як і інші спінозаврові, він, ймовірно, харчувався рибою, вуграми, скатами та дрібнішою здобиччю.

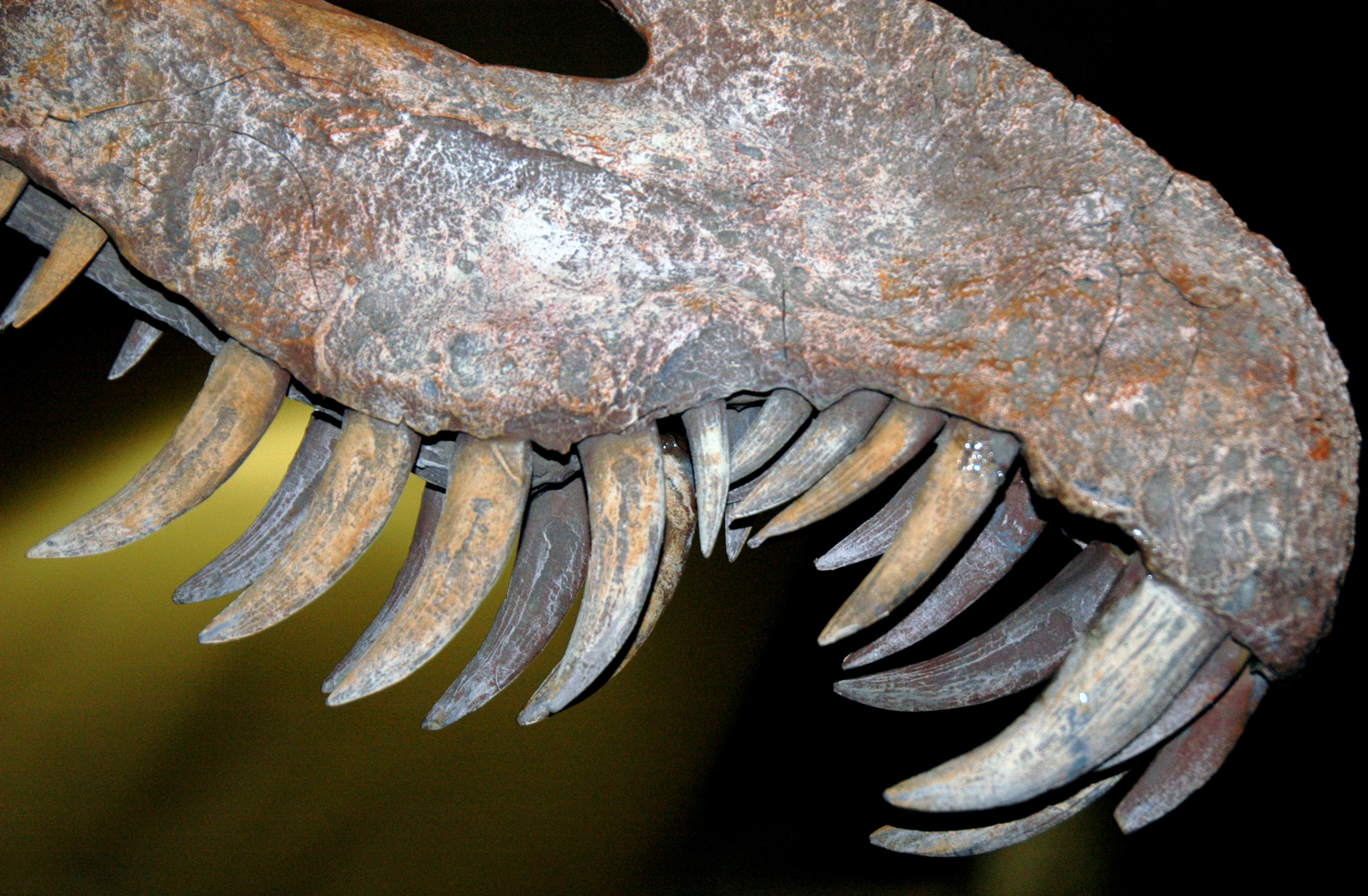
Передня частина морди та зубні ряди зблизька

На відміну від більшості гігантських тероподів, зухомім мав дуже схожий на крокодилячий череп з довгою, сплющеною мордою і вузькими щелепами. Щелепи мали близько 122 конічних зубів, загострених, але не дуже гострих і трохи загнутих назад, з дрібними зазублинами й зморшкуватою емаллю. Кінчик морди був розширений в боки та ніс «кінцеву розетку» довших зубів, по сім з кожного боку верхньої щелепи й приблизно стільки ж у відповідній частині нижньої щелепи. Ніздрі, на відміну від більшості тероподів, були відсунуті далі назад по черепу і за передщелепні зуби. Шия була відносно короткою, але добре розвинутою, про що свідчать сильні епіпофізи (відростки, до яких кріпилися м'язи шиї). Спинних хребців було близько шістнадцяти.

## Відкриття та найменування

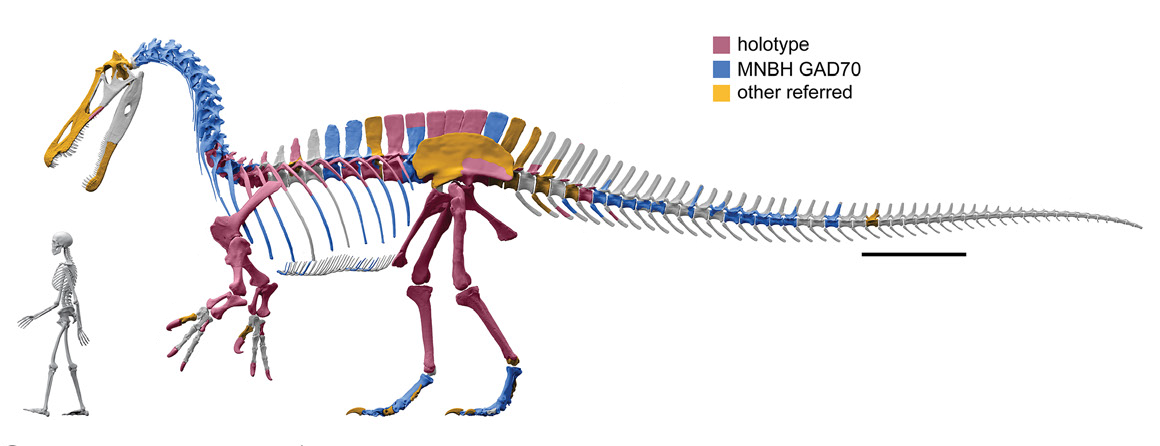
Цифрова реконструкція скелета Suchomimus з відомими кістками на основі голотипу (червоний), частковим скелетом (синій) та іншими відомими зразками (жовтий)

У 1997 році американський палеонтолог Пол Серено та його команда в Ельрхазі, Нігер, віднайшли скам'янілості, які становили близько двох третин скелета великого динозавра теропода. Перша знахідка, гігантський кіготь великого пальця, була зроблена 4 грудня 1997 року Девідом Варріккіо.
У 1998 році Серено, Еллісон Бек, Дідьє Дютейль, Бубакар Гадо, Ганс Ларссон, Габріель Ліон, Джонатан Марко, Олівер Раухут, Рудьярд Садлейр, Крістіан Сідор, Девід Варріккіо, Грегорі Вілсон та Джеффрі Вілсон описали та дали назву типовому виду Suchomimus tenerensis. Родова назва Suchomimus («імітатор крокодила») походить від дав.-гр. σοῦχος — «крокодил» та μῖμος — «імітатор», за формою голови тварини. Видова назва Tenerensis походить від назви пустелі Тенере, де тварина була знайдена.

## Еволюція

### Еволюція мегалозавроїдів
Ймовірно, зухомім був предком спінозавра. Але він був ближче до барионікса, ніж до спінозавра. Він належить до надродини мегалозавроїдів, яка включає мегалозавридів і спінозавридів.

До спінозавридів відносяться баринохіни (до яких відносяться, наприклад, зухомім і барионікс) та спінозаврини.

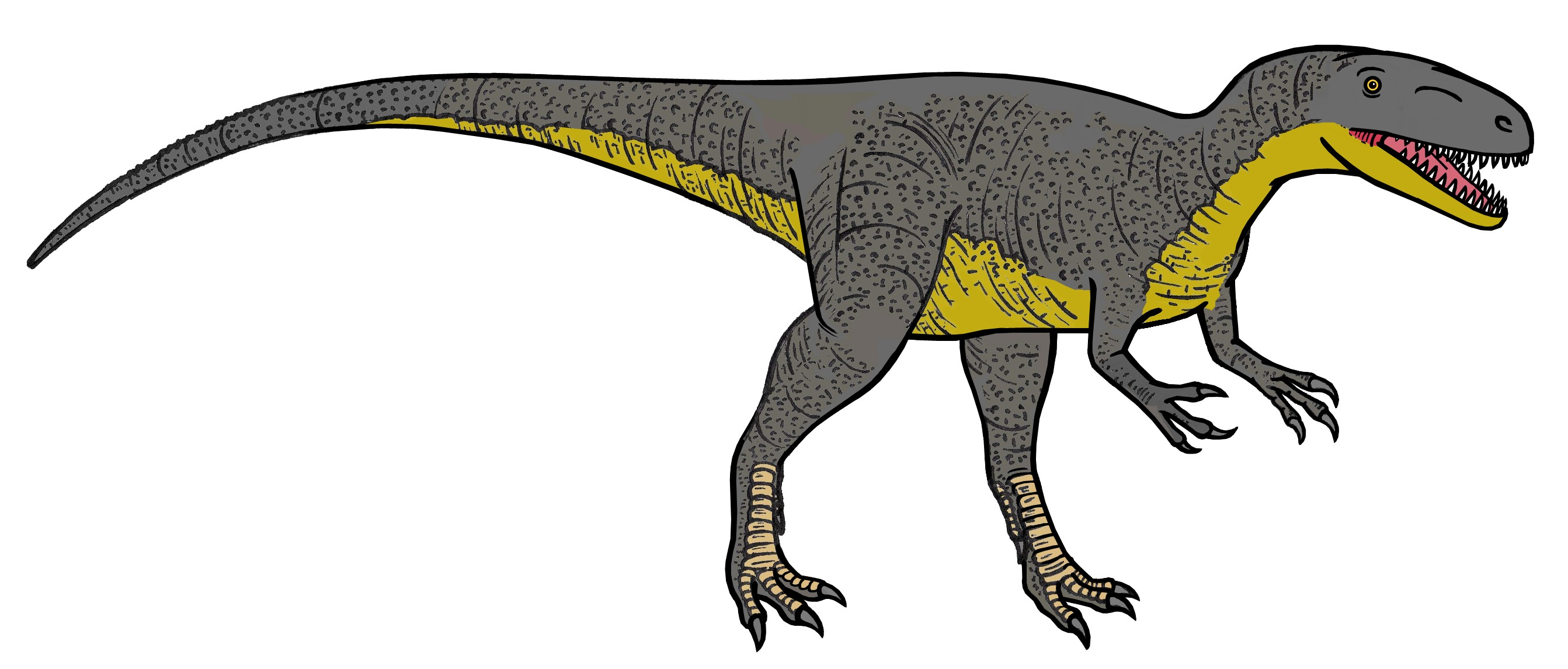
Мегалозавр
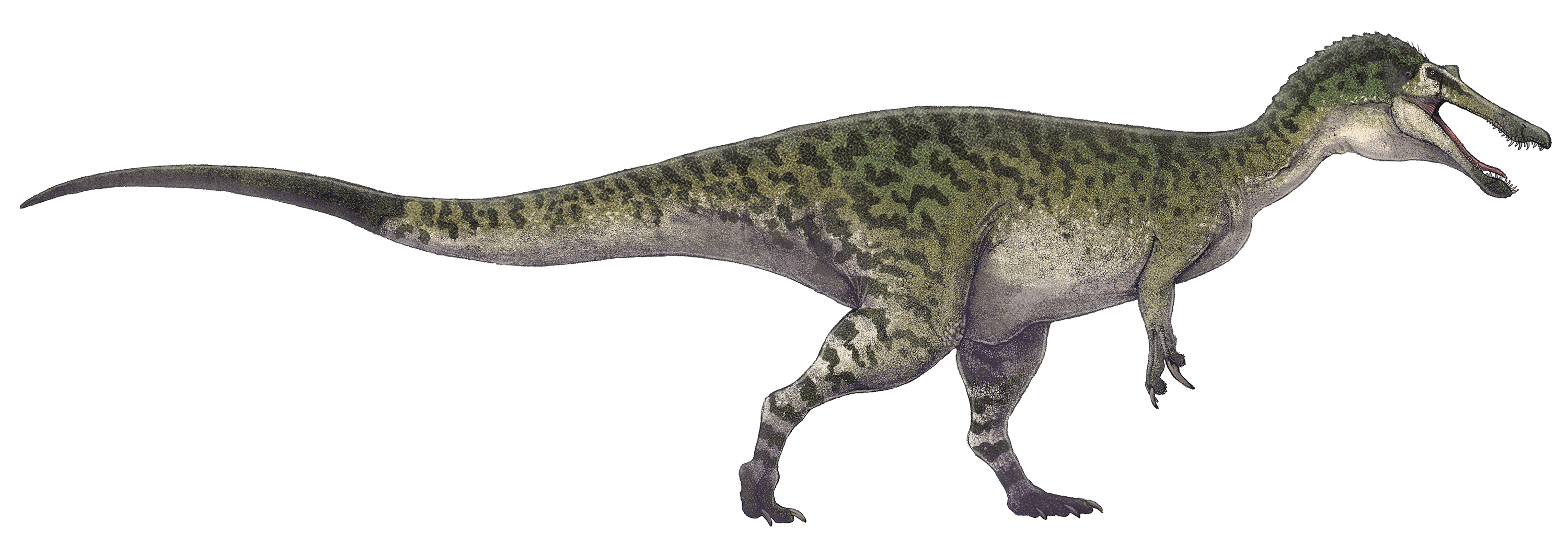
Барионікс
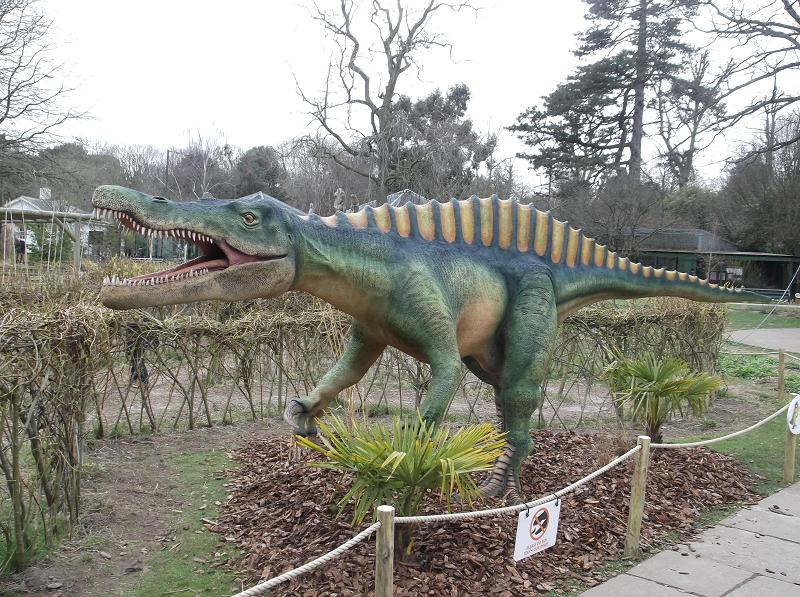
Зухомім
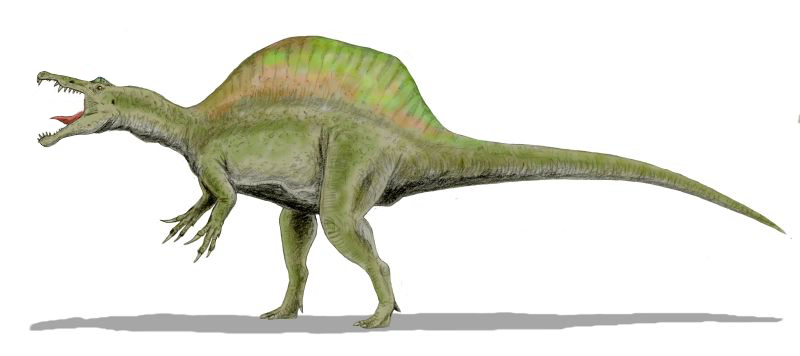
Спінозавр

#### Еволюція гребня
У представників родини мегалозавридів не було гребня. А у спінозавридів був. Але у баріохінів він був коротший, ніж у спінозавринів. Але у баріоникса гребня не було, або він був дуже маленький. Можливо, барионікс був предком зухоміма.

#### Еволюція розміру
Впродовж юрського та крейдового періоду мегалозавроїди ставали все більше. Мегалозавр (жив в середині юрського періоду) був 7 метрів. (У порівнянні з деякими гігантами це зовсім не багато.) Другий, барионікс, — приблизно 9 метрів. А далі зухомім, який був завдовжки 11 метрів. А сучасник зухоміма, спінозавр, був найдовший хижак: його довжина становила 15—18 метрів.

### Філогенія
|  | Irritator   |
|  |             |
|  | Spinosaurus |
|  |             |

|  | Ichthyovenator                                          |
|  |                                                         |
|  | \| \| Suchomimus \| \| \| \| \| \| Baryonyx \| \| \| \| |
|  |                                                         |
|  | Suchomimus                                              |
|  |                                                         |
|  | Baryonyx                                                |
|  |                                                         |

|  | Suchomimus |
|  |            |
|  | Baryonyx   |
|  |            |

|  | Irritator   |
|  |             |
|  | Spinosaurus |
|  |             |

|  | Ichthyovenator                                          |
|  |                                                         |
|  | \| \| Suchomimus \| \| \| \| \| \| Baryonyx \| \| \| \| |
|  |                                                         |
|  | Suchomimus                                              |
|  |                                                         |
|  | Baryonyx                                                |
|  |                                                         |

|  | Suchomimus |
|  |            |
|  | Baryonyx   |
|  |            |